# 韩先楚
韩先楚（1913年1月30日—1986年10月3日），湖北省黄安县（今湖北省红安县）人，中国人民解放军开国上将，中国共产党、中华人民共和国政治人物，原副国级领导人。 
韩先楚当过放牛娃，学过篾匠，于1927年参加黄麻起义。红军时期供职于徐海东之红二十五军，参与鄂豫皖根据地斗争和长征，曾以半年时间从营长提升到师长。抗日战争期间，担任八路军688团副团长、689团团长、新3旅旅长，参与开辟冀鲁豫抗日根据地。国共内战时期，任东野三纵司令员、中国人民解放军第40军军长，参与临江战役、东北夏秋冬攻势、辽沈战役、平津战役、海南岛战役，朝鲜战争，有“旋风司令”之美名。中华人民共和国成立后，曾担任中国人民志愿军副司令员、中国人民解放军副总参谋长、福州军区和兰州军区的司令员、中共福建省委书记、中共中央军委常委、全国人大常委会副委员长等要职。1955年被授予中国人民解放军上将军衔，获一级八一勋章、一级独立自由勋章、一级解放勋章。

## 生平

### 早年革命生涯
1913年1月30日，韩先楚出生在湖北省黄安县（今红安县）一个农民家庭，当过放牛娃，学过篾匠，在武汉做过短工。1927年黄麻起义时，参加乡农民协会。1928年，参加反帝大同盟。1929年，加入中国共产主义青年团。1930年参加孝感地方游击队，同年加入中国共产党。1931年起，历任独立营、团排长。1932年加入红二十五军，历任224团副连长、连长、营长。1934年11月参加长征，与刘震率部多次担任开路先锋，立下卓著战功，于独树镇战斗中成名，并在葛牌镇战斗中身负重伤。
长征到达陕北后，韩先楚得到迅速提拔，从营长快速提升到师长。1935年10月，韩先楚参与劳山战役，战后被提拔为第78师232团团长。之后，又参与直罗镇战役。1936年2月，韩先楚出任新组建的第75师224团团长，参与红军东征战役。1936年4月，升任第78师副师长，5月转正。之后的红军西征战役中，韩先楚率部在北路单独作战，攻占定边、盐池，歼灭马鸿逵部两个骑兵营和一个保安团，缴获战马七百余匹以及大量军需物资，受到红军总部表彰。三大主力会师后，韩先楚又参加山城堡战役。1937年初，韩先楚进入延安抗日军政大学第二期学习。

### 抗日战争时期
1937年8月，红军改编为八路军，韩先楚担任八路军115师344旅（旅长徐海东）688团副团长。在平型关战役中，由于山洪突发，688团未能赶上主力，奉命到大营一带公路堵截日军，击毁日军汽车二十余辆。1938年春，韩先楚出任第689团团长，参与晋东南反“六路围攻”战役和长乐村战斗。1938年中，韩先楚率部挺进冀南，攻克威县，歼灭伪军一个军部又一个师，开辟根据地，之后南下冀鲁豫地区。1939年起，韩先楚历任115师344旅副旅长、代旅长。1940年，韩先楚任新3旅旅长兼冀鲁豫军区第3军分区司令员。其间，率部配合129师进行邯长公路破击战。
1941年，韩先楚回到延安，入军政学院和军事学院学习，并兼任115师教导第7旅旅长。1943年8月，到抗日军政大学总校一大队任大队长。1945年，作为正式代表出席了中共七大。

### 第二次国共内战时期
抗战胜利后，韩先楚率一大队学员赴东北，加入东北民主联军。1946年2月，任第四纵队副司令员。5月，指挥鞍海战役，攻克鞍山，直逼海城，迫使国军第184师师长潘朔端率部起义，受到毛泽东发电嘉奖。1946年10月，韩先楚参与指挥了新开岭战役，歼灭国军第52军25师，活捉师长李正谊，又受到毛泽东发电嘉奖。随后韩先楚又参与三下江南、四保临江战役。四保临江战役时，韩先楚与第三纵队司令曾克林组织前敌指挥部，韩与曾在战术问题上发生分歧，曾主张攻击较弱国军，韩主张攻击较强国军，两种方案同时上报，最终韩先楚的方案得到批准。随后，韩先楚指挥3纵附4纵第10师一举歼灭国军第89师及54师162团，生俘7,000余人，自身伤亡仅326人，创造了1:25的歼敌记录。不久，率部投入1947年的夏季攻势，指挥部队攻克战略重镇梅河口，而后又连克东丰、海龙，打通了南北满东北民主联军的联系。

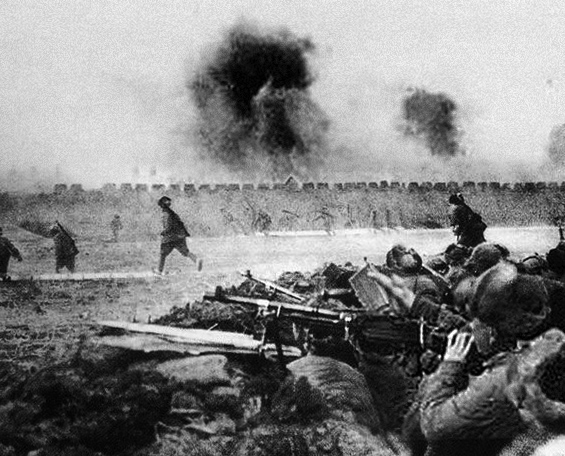
东北野战军對錦州城垣发起進攻

1947年9月，韩先楚任东北民主联军第三纵队司令员。于秋季战役中，韩先楚又与纵队政委罗舜初发生分歧，罗主张步步紧逼，韩主张掏心战术，攻击国军核心阵地威远堡。两种方案上报林彪，韩的方案又被批准，尔后东北民主联军急行军120公里，围攻威远堡，歼灭国军116师。在冬季攻势作战中，率部配合兄弟部队，歼灭国军新五军。1948年3月，率三纵队作为主攻部队攻克四平。辽沈战役中，韩先楚的三纵在锦州战役后俘获范汉杰。之后的辽西会战中，三纵在胡家窝棚捣毁廖耀湘兵团指挥所俘获廖。
1948年11月，出任中国人民解放军第40军军长，率部入关，参加平津战役，攻占南苑机场，封锁北平。1949年3月，韩先楚升任第12兵团副司令员，9月起又兼任第40军军长，参与渡江、湘赣、衡宝、广西诸战役。在衡宝战役中，韩作为第十二兵团副司令员兼第四十军军长，负责中路军正面战场的作战指挥，打击白崇禧部国军。

### 中华人民共和国时期

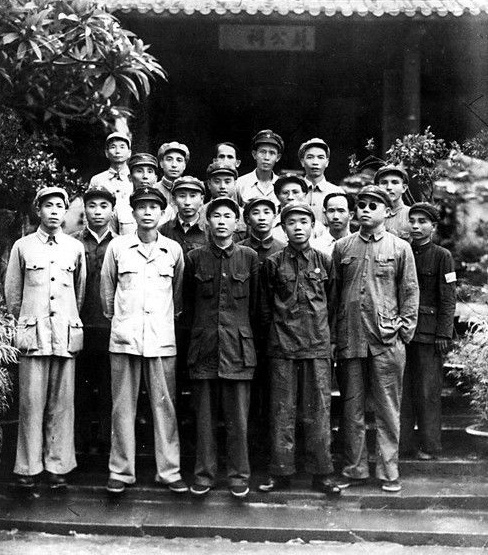
1950年5月10日，参与海南岛战役的解放军将领于琼山苏公祠留影。前排右起：李作鹏、韩先楚、邓华、冯白驹。二排左起：李伯秋、解方、张池明。第三排左二袁升平。

1950年春，韩先楚指挥第40军并协同第43军攻占海南岛，击败国军名将薛岳。此战解放军将偷渡与强渡相结合，用木帆船突破国军的立体防御。此役为解放军首次获胜的渡海战役。
1950年冬，韩先楚参加朝鲜战争，先后任中国人民志愿军副司令员、十九兵团司令员，参与指挥第一、二、三、四次战役。第二次战役中指挥部队在德川、宁远地区歼韓國陸軍两个师大部，继而在三所里地区截歼美军及其盟军。第三次战役中，率部突破“三八线”，攻占汉城。获朝鲜民主主义人民共和国一级国旗勋章1枚、一级自由独立勋章2枚。在彭德怀骂过梁兴初后的38军会议上，他未转达彭对38军的批评，而是说“上一次38军没打好，这一次彭老总仍然把最重要的任务交给你们，为什么？因为38军是主力。”
1953年初，韩先楚因病回国。韩回国后，1953年4月任中南军区参谋长，1954年10月任解放军副总参谋长。1955年被授予中国人民解放军上将军衔，获一级八一勋章、一级独立自由勋章、一级解放勋章。
1957年9月，韩先楚兼任福州军区司令员。
1966年12月，韩先楚被增补为福建省委书记处书记。1967年5月起，兼任福建省军管会主任，1968年8月任福建省革命委员会主任，1970年4月任省革委会核心小组组长，1971年4月，任福建省委第一书记。韩先楚在福州“支左”时，曾支持“打砸抢分子”陈佳忠，1974年中央专门为此发了解决福建问题的第九号文件，特别指出和批评了韩先楚在福建工作时的错误。
1973年12月，韩先楚调任兰州军区司令员，在担任福州、兰州部队司令员期间，为制定作战预案和战场建设，他走遍了东南沿海大小岛屿的前沿阵地和西北高原、山川的兵站、哨卡。1980年1月，因身体原因，韩先楚不再担任大军区司令职务，任中共中央军委常委。
1983年6月，韩先楚当选全国人大常委会副委员长。
1986年10月3日，韩先楚在北京逝世，终年74岁。他被官方评价为“中国共产党的优秀党员，久经考验的忠诚的共产主义战士，无产阶级革命家、军事家，我军卓越的军事指挥员”。2013年5月14日，中共中央组织“纪念韩先楚同志诞辰100周年座谈会”，由中国人民解放军总参谋长房峰辉主持，全国人大常委会委员长张德江、中央军委副主席范长龙出席，全国人大常委会副委员长李建国发表讲话。

## 评价
- 韩先楚之东野三纵有“旋风部队”之别称，杜聿明曾称：“最难对付的是韩先楚的‘旋风部队’。”[25]
- 江青曾说：“军队有两霸，一是许世友，二是韩先楚。”有人问许世友在中国众多将领中最钦佩的是谁？许世友道：“韩先楚。”再问为什么，回答是：“他有勇有谋。”[26]

## 相关影视
- 电影《旋风司令韩先楚》，2011年播出，谭凯饰演韩先楚。
- 30集电视连续剧《战将》，2014年9月30日于CCTV-8播出，徐洪浩饰演韩先楚[1]。
- 49集电视连续剧《大决战》，2021年6月25日在CCTV综合频道、爱奇艺、腾讯视频、优酷和央视频同步播出，王挺饰演韩先楚。